# Casa al carrer Pare Roca, 4 (Olot)
La Casa al carrer Pare Roca, 4 és una obra d'Olot (Garrotxa) inclosa a l'Inventari del Patrimoni Arquitectònic de Catalunya.

## Descripció
És una casa unifamiliar de planta rectangular; disposa de planta baixa, dos pisos superiors i terrassa. La primera té una ampla porta d'entrada amb reixa de ventilació, on hom hi pot veure l'escut de la Confraria del Carme, les inicials "R.G." i l'escut del Sagrat Cor que va ser col·locat a les façanes olotines l'any 1900. El primer pis té balcons sostinguts per mènsules decorades. Un ampli guardapols el separa del segon pis, aquest amb tres finestretes més d'altres de cegades a manera de decoració. La cornisa és sostinguda per mènsules decorades amb fullatges damunt la qual hi corre la balustrada de la terrassa.

## Història
La Plaça Clarà, juntament amb el Passeig de Barcelona, constitueixen les dues operacions urbanes del segle xix que intervenen més clarament al procés de creixement de la ciutat. Vers els anys 1627 i 1731, l'actual solar de la plaça estava ocupat per l'hort i convent dels caputxins. L'any 1835, el convent, en poder dels carlins, serà incendiat per les forces governamentals. A mitjans del segle xix, s'utilitzà per a fins militars. L'any 1868 surt a la llum un projecte per la seva urbanització fet per Joan Cordomí que no es realitzarà. L'any 1871 es tirarà endavant el projecte d'E. Pujol i el 1925 es remodelen els jardins interiors.